# Giorgio Rattone
Giorgio Luigi Rattone (Moncalieri, 25 aprile 1857 – Parma, 20 dicembre 1929) è stato un medico e politico italiano.

## Biografia
Laureato in medicina a Torino, specializzato in anatomia patologica, dal 1886 è stato docente di patologia generale, preside della facoltà di medicina e rettore all'università di Parma. Ricercatore nel campo delle malattie infettive, assieme ad Antonio Carle ha dimostrato la trasmissione per via infettiva del tetano. Nel 1892 è stato inviato a Marsiglia dal governo italiano per risolvere l'emergenza di una forte epidemia di colera. Consigliere comunale ed assessore a Parma, deputato per due legislature eletto nel collegio di Aosta, è stato nominato senatore a vita nel 1919.
Massone, nel 1891 fu tra i fondatori della Loggia Alberico Gentili di Parma.